# 菲律宾金丝燕
菲律宾金丝燕（学名：Aerodramus mearnsi）是雨燕科下的一种金丝燕。为菲律宾的特有种。
其自然栖息地为亚热带或热带的旱地森林、亚热带或热带的湿润低地森林及亚热带或热带的湿润山地林。